# Listă cronologică de filozofi occidentali
Această listă cuprinde filozofii din tradiția occidentală a filozofiei. Lista se oprește la anul 1950, continuarea în Linie temporală globală a filozofilor. 

## Filosofi occcidentali

### Filosofi clasici

#### 600-500 î.Hr.
- Thales din Milet (ca. 624-546 î.Hr.). Școala milesiană. Credea că apa este elementul primordial al universului.
- Anaximandru din Milet (c. 610-546 î.Hr.). Școala milesiană. Faimos pentru conceptul Apeiron.
- Anaximene din Milet (c. 585-525 î.Hr.). Școala milesiană. Credea că aerul este elementul primordial al universului.
- Pitagora din Samos (c. 580–500 î.Hr.). Școala pitagoreică. Credea că numărul este principiul lumii, esența lucrurilor.
- Xenofan din Colophon (c. 570-480 î.Hr.). Uneori asociat cu școala eleată.

#### 500-400 î.Hr.
- Heraclit din Efes (c. 535-475 î.Hr.). Credea că focul este principiul lumii.
- Parmenide din Elea (începutul secolului V î.Hr.). Școala eleată.
- Protagoras din Abdera (c. 481–420 î.Hr.). Sofist.
- Zenon din Elea (c. 490-430 î.Hr.). Școala eleată. Faimos pentru „paradoxurile lui Zenon”.
- Empedocle din Acragas (c. 490–430 î.Hr.). Considera că sunt patru elemente ca substanțe primordiale: focul, apa, pămîntul, aerul.
- Hippias (mijlocul secolului V î.Hr.). Sofist.
- Leucip din Milet (prima jumătate a secolului V î.Hr.). Atomist, Determinist.
- Anaxagora din Clazomenae (c. 500–428 î.Hr.). Atomist.
- Archelaus. Discipol al lui Anaxagora.
- Democrit din Abdera (c. 450 î.Hr.- 370 î.Hr.). Atomist.
- Socrate din Atena (ca. 470 — 399 î.Hr.). Ironia socratică.

#### 400-300 î.Hr.
- Aristip of North Africa (c. 435-366 î.Hr.). A dezvoltat hedonismul etic.
- Antisthenes of Athens (c. 444-365 î.Hr.). Fondator al cinismului. Discipolul lui Socrate.
- Xenofon (c. 427-355 î.Hr.). Filosof al istoriei.
- Platon (c. 427–347 î.Hr.). Faimos pentru teoria ideilor. Susține ideea guvernării de către filosofi.
- Diogene (c. approx. 399 î.Hr.-323 î.Hr.). Cinic
- Euclid (c. 325–265 î.Hr.). Fondator al geometriei euclidine.
- Aristotel (c. 384–322 î.Hr.). Contribuie la dezvoltarea tuturor ramurilor filosofiei, a contribuit la dezvoltarea logicii ca știință independentă.
- Xenocrate (c. 396–314 î.Hr.). Discipol al lui Platon.
- Pyrrho din Elis (c. 360-270 î.Hr.). Sceptic.

#### 300-200 î.Hr.
- Epicur din Samos (c. 341- 270 î.Hr.). Atomist, ateist, hedonist.
- Zenon din Citium (c. 333-264 î.Hr.). Fondator al Stoicismului. Anarhist.
- Timon (c. 320-230 î.Hr.). Pyrrhonist, sceptic.
- Archimede din Syracuse (c. 287–212 î.Hr.). Matematician.
- Crisipus din Soli (c.280-207 î.Hr.). Figură importantă a Stoicismului.

#### 200-100 î.Hr.
- Carneades (c. 214-129 î.Hr.). Sceptic.

#### 100-0 î.Hr.
- Lucretius (c. 99-55 î.Hr.). Epicurean.

### Filosofia în epoca romană

#### 0-100
- Philo (c. 20 î.Hr. - 40 AD). Susținea o metodă alegorică în citirea textelor.
- Seneca (ca. 4 î.Hr.–AD 65). Stoic.

#### 100-200
- Epictet (c.55–c.135). Stoic. Subliniază etica autodeterminării.
- Marc Aureliu (121 –180). Stoic.

#### 200-400
- Sextus Empiricus (ca. 200 ). Sceptici.
- Plotin (ca. 205–270 CE). Neoplatonist. Metafizică holistică
- Porphyry (c.232–c. 304 AD). Discipoli al lui Plotin.
- Iamblichus (ca. 245 - ca. 325). Neoplatonist.

### Filozofie medievală occidentală

#### 400-500
- Sfântul Augustin (c. 354–430). Teolog creștin. Prezentist. Proponent al doctrinei păcatului originar.
- Hypatia (c. 370 - 415). Platonist. Mathematician.
- Pelagius (c.354 - c.420/440). Susține voința liberă și contestă păcatul originar.
- Cyril din Alexandria (376–444).
- Nestorius (c.386 – c.451).
- Proclus (c. 412–485). neoplatonist.

#### 500-800
- Boethius (c. 480–524). Scolastic.
- Muhammad (c. 570–632). Figura majoră a filosofiei islamice.

#### 800-900
- Al-Kindi (c. 801–873CE). Figura majoră a filosofiei islamice, a fost influențat de neoplatonism.
- John the Scot (ca. 815–877). Neoplatonist, panteist.

#### 900-1000
- al-Faràbi (c. 870–950 CE). Figura majoră a filosofiei islamice. Neoplatonist.
- Saadia Gaon (c. 882-942).
- Al-Razi (Rhazes) (c. 865 AD-925 AD). Raționalist. Figura majoră a filosofiei islamice. A susținut că Dumnezeu a creat universul prin reorganizarea legilor pre-existente.

#### 1000-1100
- Ibn Sina (Avicenna) (c. 980- 1037). Figura majoră a filosofiei islamice.
- Ibn Gabirol (Avicebron) (c. 1021- 1058). Filosof evreu.
- Anselm de Canterbury (c. ~1034–1109). Filosof creștin. A introdus argumentul ontologic al lui Dumnezeu.
- al-Ghazali (c. 1058-1111). Figura majoră a filosofiei islamice, mistic.

#### 1100-1200
- Peter Abelard (c. 1079 – 1142). Scolastic. Discută despre universalii.
- Abraham ibn Daud (ca. 1110-1180). Filosof evreu.
- Peter Lombard (c. 1100 –1160). Scolastic.
- Averroes (c. 1126 – 10 decembrie 1198). Filosof islamic
- Maimonides (c. 1135–1204). Filsoof evreu.
- Sf Francis de Assisi (c. 1182 -1226). Ascet.

#### 1200-1300
- Robert Grosseteste (c. 1175 - 1253).
- Albert the Great (c. 1193- 1280). Empirist.
- Roger Bacon (c. 1214 – 1294). Empirist, matematician.
- Toma de Aquino (c. 1221 – 1274). Filosof creștin.
- Bonaventura (c. 1225 – 1274). Franciscan.
- Siger (c. 1240–1280s). Averroist.
- Boetius din Dacia. Averroist, Aristotelian.

#### 1300-1400
- Duns Scotus (c. 1266 – 1308). Franciscan, Scolastic.
- Meister Eckhart (c. 1260 – 1328). Panteist, mistic.
- John Wycliffe (c.1320 -1384).
- Marsilius de Padova (c. 1270 – 1342)
- William Ockham (c. 1288–1348). Franciscan. Scolastic. Nominalist, a creat Briciul lui Ockham.
- Gersonides (c. 1288-1344). Filosof evreu
- Jean Buridan (c. 1300 - 1358). Nominalist.
- Hasdai Crescas (c. 1340 - ~1411). Filosof evreu

#### 1400-1500
- Nicolaus Cusanus (c. 1401 - 1464). Filozof creștin.
- Lorenzo Valla (c. 1406 - 1 august 1457). Umanist, critic al logicii scolastice.
- Pico della Mirandola (c. 1463 – 1494). Umanist al renașterii.

### Filozofi moderni timpurii

#### 1500-1550
- Erasmus din Rotterdam (c. 1466 – 1536). Umanist, susținător al voinței libere.
- Niccolo Machiavelli (c. 1469 – 1527). Pune bazele realismului politic.
- Thomas More (c. 1478 – 1535). Umanist.
- Petrus Ramus (c. 1515 – 1572).
- Martin Luther (c. 1483 – 1546). Teolog occidental al creștinismului.

#### 1550-1600
- Tereza de Ávila (c. 1515 - 1582). Mistic spaniol.
- Michel de Montaigne (c. 1533 – 1592). Umanist, sceptic.
- Giordano Bruno (c. 1548- 1600). Susținător al heliocentrismului.
- Francisco Suarez (c. 1548– 1617). Proto-liberal.
- Jean Calvin (c. 1509 – 1564). Teolog occidental al creștinismului.
- Pierre Charron (c. 1541 - 1603).

#### 1600-1650
- Marin Mersenne (c. 1588 – 1648). Cartezianist.
- Francis Bacon (c. 1561 – 1626). Empirist.
- Hugo Grotius (c. 1583 – 1645). Teoretician al legilor naturale.
- Galileo Galilei (c. 1564 – 1642). Heliocentrist.
- Herbert of Cherbury. Nativist.
- Pierre Gassendi (c. 1592 – 1655). Mecanicistm, empiricist.
- Elizabeth of Bohemia (c. 1618–1680).
- Queen Kristina (c. 1626 – 1689).
- Rene Descartes (c. 1596 – 1650). Heliocentrism, dualism, raționalism.
- Pierre de Fermat (c. 1601 – 1665). Teoretician al veridicității.
- Robert Filmer (c. 1588 - 1653).

#### 1650-1700
- Thomas Hobbes (c. 1588– 1679).
- Joseph Glanvill (c. 1636-1680).
- Arnold Geulincx (c. 1624 – 1669).
- Blaise Pascal (c. 1623– 1662). Fizicalist, scientist. Cunoscut pentru Pariul lui Pascal.
- Henry More (c. 1614 – 1687).
- Geraud Cordemoy. Dualist.
- Pierre Nicole (c. 1625 - 1695).
- Ralph Cudworth (c. 1617–1688). Platonist
- Margaret Cavendish (c. 1623-1673). Materialist, feminist.
- Antoine Arnauld (c. 1612 - 1694).
- Richard Cumberland (c. 1631–1718). Utilitarism timpuriu.
- Jacques Rohault.
- Simon Foucher (c. 1644 - 1696). Sceptic.
- Robert Boyle (c. 1627 - 1691).
- Nicolas Malebranche (c. 1638 – 1715). Cartezianist.
- Samuel von Pufendorf (c. 1632 - 1694). Teoretician al contractului social.
- Baruch Spinoza (c. 1632 – 1677).
- Isaac Newton (c. 1643 – 1727).
- Anne Conway (c. 1631–1679).
- Pierre Régis.
- John Locke (c. 1632 – 1704). Figură majoră a empirismului.
- Damaris Masham.
- John Toland (c. 1670 - 1722).
- Pierre Bayle (c.  1647 – 1706)
- Madeline de Souvré.

#### 1700-1750
- Samuel Clarke (c. 1675 - 1729).
- Anthony Ashley-Cooper, 3rd Earl of Shaftesbury (c. 1671 – 1713).
- John Norris (c. 1657 - 1711). Malebranchian.
- Gottfried Leibniz (c. 1646 – 1716).
- George Berkeley (c. 1685 – 1753). Idealist, empirist.
- Catherine Cockburn (c. 1679-1749).
- Giambattista Vico (c. 1668–1744).
- Bernard Mandeville (c. 1670- 1733).
- Francis Hutcheson (c. 1694– 1746). Proto-utilitarian.
- Joseph Butler (c. 1692– 1752).
- Christian Wolff (c. 1679 - 1754). Determinist, raționalist.
- John Gay (philosopher).
- David Hume (c. 1711 – 1776). Empirist, sceptic.
- Julien La Mettrie (c. 1709 - 1751). Materialist, genetic determinist.
- David Hartley (c. 1705 - 1757).
- Charles de Secondat, Baron de Montesquieu (c. 1689 – 1755). Sceptic, Umanist.

#### 1750-1800
- Etienne de Condillac.
- Richard Price (c. 1723 – 1791). Liberal politic.
- Jean d'Alembert (c. 1717 – 1783).
- Voltaire (c. 1694 – 1778).
- Denis Diderot (c. 1713 – 1784).
- John Wesley (c. 1703– 1791).
- Jean-Jacques Rousseau (c. 1712 – 1778).
- Baron d'Holbach (c. 1723 - 1789). Materialist, ateist.
- Claude Adrien Helvétius (1715– 1771). Utilitarian.
- Adam Smith (c. 1723 – 1790). Teoretician al economiei, membru al Iluminismul scoțian.
- Thomas Jefferson (c. 1743 – 1826). Filosof al liberealismului politic.
- Thomas Reid (c. 1710 – 1796). Membru al Iluminismului scoțian.
- G.E. Lessing (c. 1729 – 1781).
- Edmund Burke (c. 1729 – 1797). Filosof al conservatorismului politic.
- Immanuel Kant (c. 1724 – 1804),. Deontologist, a cercetat judecățile sintetice apriori.
- Mary Wollstonecraft (c. 1759 - 1797). Feminist.
- Jeremy Bentham (c. 1748 – 1832). Utilitarian, hedonist.
- Moses Mendelssohn (c. 1729– 1786). Membru al Iluminsimului evreiesc.
- Dugald Stewart (c. 1753 - 1828).
- William Godwin (c. 1756 – 1836). Anarhist, utilitarianist.
- Friedrich Schiller (c. 1759 – 1805).
- William Paley (c. 1743 – 1805).
- Johann Gottlieb Fichte (c. 1762 – 1814).

### Filozofi moderni

#### 1800-1850
- Madame de Staël (c. 1766 – 1817).
- F.W.J. von Schelling (c. 1775 – 1854). Idealist.
- Friedrich Schleiermacher (c. 1768 – 1834). Hermeneutician.
- P.S. de Laplace (c. 1749– 1827). Determinist.
- G.W.F. Hegel (c. 1770 – 1831). Idealist.
- Jean-Baptiste Lamarck (c. 1744 – 1829) Teoretician timpuriu al evoluționismului.
- Comte de Saint-Simon (c. 1760 – 1825). Socialist.
- Arthur Schopenhauer (c. 1788 – 1860). Pesimist.
- Richard Whately (c. 1787 - 1863).
- Charles Babbage (c. 1791 – 1871).
- John Austin (c. 1790 - 1859). Pozitivist, utilitarianism.
- Auguste Comte (c. 1798 - 1857). Filozof social, pozitivist.
- William Whewell (c. 1794 – 1866).
- James Mill (c. 1773 - 1836). Utilitarianism.
- P.J. Proudhon (c. 1809 – 1865). Anarhist.
- Bernard Bolzano (c. 1781 – 1848).
- Ralph Waldo Emerson (c. 1803 – 1882). Aboliționist, egalitarian, umanist.
- Ludwig Feuerbach (c. 1804 – 1872).
- Augustus De Morgan (c. 1806 – 1871). Logician.
- Margaret Fuller (c. 1810 - 1850). Egalitarian.
- Soren Kierkegaard (c. 1813 – 1855). Existențialist.
- Henry David Thoreau (c. 1817 – 1862). Pacifist.

#### 1850-1900
- Sojourner Truth (c. 1797–1883). Egalitarian.
- Karl Marx (c. 1818 – 1883). Socialist, a formulat materialismul dialectic.
- Harriet Taylor Mill (c. 1807 – 1858). Egalitarian, utilitarianism.
- Friedrich Engels (c. 1820– 1895). Egalitarian, materialist dialectic.
- Sir William Hamilton, 9th Baronet (c. 1788 – 1856).
- J. S. Mill (c. 1806 – 1873). Utilitarianism.
- Rudolf Lotze.
- Herbert Spencer (c. 1820 – 1903). Libertarianism, Darwinism.
- John Venn (c. 1834 – 1923).
- Susan B. Anthony (c. 1820 – 1906). Feminist.
- Mikhail Bakunin (c. 1814– 1876). Anarhist.
- Franz Brentano (c. 1838 - 1917). Fenomenologist.
- Henry Sidgwick (c. 1838– 1900). Raționalism, utilitarianism.
- Richard Dedekind (c. 1831 – 1916).
- W. K. Clifford (c. 1845 - 1879). Evidențialist.
- Charles Peirce (c. 1839 – 1914). Pragmatist.
- Edward Caird (c. 1835 – 1908). Idealist.
- Ernst Mach (c. 1838 – 1916). Filozof al științei, influență asupra pozitivismului logic.
- T.H. Green (c. 1836 - 1882). Idealist.
- Gottlob Frege (c. 1848 – 1925). Important analytic philosopher.
- Wilhelm Dilthey (c. 1833– 1911). Filosof naturalist, influență asupra Existențialismului.
- Charles Lutwidge Dodgson (Lewis Carroll) (c. 1832– 1898).
- Bernard Bosanquet (c. 1848– 1923). Idealist.
- Giuseppe Peano (c. 1858 – 1932).
- Elizabeth Stanton (c. 1815 – 1902). Egalitarian.
- David George Ritchie (c. 1853–1903). Idealist.
- Émile Durkheim (c. 1858–1917). Filozof social.
- William James (c. 1842 – 1910). Pragmatist.
- Josiah Royce (c. 1855 – 1916). Idealist.
- F.H. Bradley (c. 1846 – 1924) . Idealist.
- Vilfredo Pareto (c. 1848 - 1923). Filozof social.
- Thorstein Veblen (c. 1857 – 1929). Filozof social.

#### 1900-1950
- Sigmund Freud (c. 1856 – 1939). creatorul psihanalizei filosof al minții.
- Max Weber (c. 1864- 1920). Filosof social.
- Henri Bergson (c. 1859 – 1941).Intuiționist. Filozof al duratei.
- John Dewey (c. 1859 – 1952). Pragmatist.
- Alexius Meinong (c. 1853 - 1920). Realist logic.
- Cook Wilson.
- Henri Poincaré (c. 1854 – 1912). Filozof al stiintei.Fizician
- Pierre Duhem (c. 1861 – 1916).
- Edmund Husserl (c. 1859– 1938). Fondatorul fenomenologiei.
- Jane Addams (c. 1860 – 1935). Pragmatist.
- Andrew Seth Pringle-Pattison (c. 1856–1931).
- G.E. Moore (c. 1873 – 1958).
- Benedetto Croce (c. 1866 - 1952).
- Carl Gustav Jung (c. 1875 – 1961). A fondat psihologia analitică.
- Emma Goldman (c. 1869 – 1940). Anarcist.
- Hans Vaihinger (c. 1852 – 1933). Specialist în contrafactual.
- Rosa Luxemburg (c. 1870 - 1919).  Filosof marxist al politicii.
- Miguel de Unamuno (c. 1864– 1936).Existentialist
- Ferdinand de Saussure (c. 1857 - 1913). Structuralist Figură importantă a lingvisticii.
- Martin Buber (c. 1878 - 1965). Filosof evreu, existențialist.
- Bertrand Russell (c. 1872 – 1970). Ateist, positivist logic.
- Alfred North Whitehead (c. 1861 – 1947). Logician.
- George Herbert Mead (c. 1863 – 1931). Pragmatist.
- Samuel Alexander (c. 1859 - 1938).
- J. M. E. McTaggart (c. 1866-1925). Idealist.
- C. D. Broad (c. 1887 - 1971).
- Georg Lukács (c. 1885 – 1971). Estetician Marxist.
- George Santayana (c. 1863 – 1952). Pragmatist.
- A.O. Lovejoy (c. 1873 – 1962).
- W.D. Ross (c. 1877 – 1971). Deontologist.
- Nikolai Berdyaev (c. 1874 – 1948). Existențialist.
- Martin Heidegger (c. 1889 – 1976). Fenomenolog existentialist.
- Hans Kelsen (c. 1881 – 1973). Pozitivist
- Moritz Schlick (c. 1882– 1936). Fondator al Cercului de la Viena, positivism logic.
- Otto Neurath (c. 1882 - 1945). Membru al Cercului de la Viena.
- Frank P. Ramsey (c. 1903 – 1930). A propus teoria redundantă a adevărului.
- Ernst Cassirer (c. 1874 – 1945).
- Nicolai Hartmann (c. 1882 – 1950).
- Karl Barth (c. 1886–1968).
- Kurt Gödel (c. 1906 -1978). Cercul de la Viena.
- Ralph Barton Perry (c. 1876-1957).
- Antonio Gramsci (c. 1891 – 1937). Filosof marxist.
- R.G. Collingwood (c. 1889 - 1943). Istoric al ideilor.
- Roman Ingarden (c. 1893 - 1970). Fenomenolog. Contributii in domeniul esteticii.
- C.I. Lewis (c. 1883 - 1964). Pragmatist.
- Gaston Bachelard (c. 1884 – 1962).
- A.J. Ayer (c. 1910 – 1989). Pozitivist logic.
- Friedrich Waismann (c. 1896 - 1959). Cercul de la Viena. Pozitivist logic.
- Jacques Maritain (c. 1882 – 1973). Teoretician al Drepturilor omului.
- José Ortega y Gasset (c. 1883 - 1955). Relativist.
- Alfred Tarski (c. 1901 - 1983).
- Rudolf Carnap (c. 1891 – 1970). Cercul de la Viena. Pozitivist logic.
- Willard van Orman Quine (c. 1908 – 2000).
- Brand Blanshard (c. 1892 – 1987).
- Ernest Nagel (c. 1901 - 1985). Pozitivist logic.
- Karl Popper (c. 1902 – 1994). Filozof al Științei
- Ernest Addison Moody (c. 1903-1975).
- Ayn Rand (c. 1905 – 1982). Obiectivism.
- Jean-Paul Sartre (c. 1905 – 1980). Umanism, existențialism.
- Gilbert Ryle (c. 1900–1976).
- H.H. Price.
- Susanne Langer (c. 1895-1985).
- Albert Camus (c. 1913 – 1960). Existențialist.
- Mortimer Adler (c. 1902 – 2001).
- Karl Jaspers (c. 1883 – 1969). Existențialist.
- C.L. Stevenson (c. 1908-1979).
- Ludwig Wittgenstein (c. 1889 – 1951). Cercul de la Viena. Pozitivist logic.
- Theodor Adorno (c. 1903 – 1969). Școala de la Frankfurt.
- Alan Turing (c. 1912 – 1954). Funcționalist în filosofia minții.
- H.A. Prichard (c. 1871-1947). Intuiționist moral.
- Gabriel Marcel (c. 1889 – 1973). Exisțentialist creștin.
- Simone Weil (c. 1909 –1943).
- Simone de Beauvoir (c. 1908 – 1986). Existențialist, feminist.
- Frantz Fanon (c. 1925 – 1961).
- John Howard Yoder (c. 1927-1997) . Pacifist.